# L'amore è un'altra cosa (film)
L'amore è un'altra cosa (Cocktail Hour) è un film del 1933 prodotto e diretto da Victor Schertzinger che ne curò anche le musiche come compositore. La sceneggiatura si basa su Pearls and Emeralds, una storia di James K. McGuinness.

## Produzione
Le riprese del film, che fu prodotto dalla Columbia Pictures Corporation usando per il sonoro il sistema Western Electric, durarono dal 3 al 21 aprile 1933.

## Distribuzione
Il copyright del film, richiesto dalla Columbia Pictures Corp., fu registrato il 29 maggio 1933 con il numero LP3090.
Distribuito dalla Columbia Pictures, il film uscì nelle sale cinematografiche degli Stati Uniti il 5 giugno 1933.